# Tokimeki Memorial
Tokimeki Memorial (ときめきメモリアル Tokimeki Memoriaru?) es una serie popular de juegos de simulación de citas de Konami. Consta de 8 juegos: Tokimeki Memorial, Tokimeki Memorial 2, Tokimeki Memorial 3 ~ Yakusoku no ano Bahou de~, Tokimeki Memorial Girl's Side, Tokimeki Memorial Girl's Side 2nd Kiss, Tokimeki Memorial Online, Tokimeki Memorial Girl's Side: 3rd Story y Tokimeki Memorial Girl's Side: 4th Heart. Sus fanes les llaman por el apodo "Tokimemo". Una variante de los juegos originales de "Tokimemo" es Tokimeki Idol, que además de ser simulador de citas, se convirtió en un videojuego musical con el lanzamiento para iOS y Android a inicios de 2018.
El sistema de juego en Tokimeki Memorial se enfoca a mejorar estadísticas y planificar la agenda (en Tokimeki Idol, en vez de planificar la agenda, se tiene que jugar canciones). Se debe organizar entre salir en citas amorosas y mejorar diferentes habilidades académicas y deportivas (con el objetivo de hacer más atractivo al personaje). Las citas son frecuentes pero breves, y por lo regular una pregunta de múltiple opción que determina si las estadísticas amorosas del personaje de la cita suben o bajan. El juego dura los 3 años de la secundaria japonesa (entre 5 y 10 horas de juego) y al final el personaje con las mejores estadísticas amorosas declara su amor. Ningún juego de la serie tiene elementos eróticos.

## Lista de juegos
| Título original                                                                 | Primer lanzamiento | Plataforma inicial                   |
| ------------------------------------------------------------------------------- | ------------------ | ------------------------------------ |
| Tokimeki Memorial                                                               | 1994               | PC Engine                            |
| Tokimeki Memorial: Densetsu no Ki no Shita de                                   | 1996               | Super Famicom                        |
| Tokimeki Memorial: Forever With You                                             | 1995               | PlayStation                          |
| Tokimeki Memorial Sports Version: Kotei no Photograph                           | 1999               | Game Boy Color                       |
| Tokimeki Memorial Culture Version: Komorebi no Melody                           | 1999               | Game Boy Color                       |
| Tokimeki Memorial                                                               | 2004               | Teléfonos móviles                    |
| Tokimeki Memorial 2                                                             | 1999               | PlayStation                          |
| Tokimeki Memorial 2                                                             | 2007               | Teléfonos móviles                    |
| Tokimeki Memorial 3: Yakusoku no Ano Basho de                                   | 2001               | PlayStation 2                        |
| Tokimeki Memorial LIVE                                                          | 2003               | Teléfonos móviles                    |
| Tokimeki Memorial Online                                                        | 2006               | PC                                   |
| Tokimeki Memorial 4                                                             | 2009               | PSP, teléfonos móviles               |
| Tokimeki Memorial Girl's Side                                                   | 2002               | PlayStation 2                        |
| Tokimeki Memorial Girl's Side: 1st Love                                         | 2007               | Nintendo DS                          |
| Tokimeki Memorial Girl's Side: 1st Love Plus                                    | 2009               | Nintendo DSi                         |
| Tokimeki Memorial Girl's Side: 2nd Kiss                                         | 2006               | PlayStation 2                        |
| Tokimeki Memorial Girl's Side: 2nd Season                                       | 2008               | Nintendo DS                          |
| Tokimeki Memorial Girl's Side: 3rd Story                                        | 2010               | Nintendo DS                          |
| Tokimeki Memorial Private Collection                                            | 1996               | PlayStation                          |
| Tokimeki Memorial Oshiete Your Heart                                            | 1997               | Arcade                               |
| Tokimeki Memorial Taisen Puzzle-Dama                                            | 1995               | Arcade, PC, PlayStation, Sega Saturn |
| Tokimeki no Hōkago                                                              | 1998               | PlayStation                          |
| Tokimeki Memorial Taisen Tokkae Dama                                            | 1997               | PlayStation, Sega Saturn             |
| Tokimeki Memorial Selection: Fujisaki Shiori                                    | 1997               | PlayStation, Sega Saturn             |
| Tokimeki Memorial Drama Series Vol. 1: Nijiiro no Seishun                       | 1997               | PlayStation, Sega Saturn             |
| Tokimeki Memorial Drama Series Vol. 2: Irodori no Love Song                     | 1998               | PlayStation, Sega Saturn             |
| Tokimeki Memorial Drama Series Vol. 3: Tabidachi no Uta                         | 1999               | PlayStation, Sega Saturn             |
| Tokimeki Memorial 2 Substories: Dancing Summer Vacation                         | 2000               | PlayStation                          |
| Tokimeki Memorial 2 Taisen Puzzle Dama                                          | 2001               | PlayStation                          |
| Tokimeki Memorial 2 Substories Vol. 2: Leaping School Festival                  | 2001               | PlayStation                          |
| Shiori Jan                                                                      | 2001               | Teléfonos móviles                    |
| Tokimeki Memorial 2 Substories Vol. 3: Memories Ringing On                      | 2001               | PlayStation                          |
| Tokimeki Memorial 2: Music Video Clips—Circus de Ai Imashō                      | 2002               | PlayStation 2                        |
| Tokimeki Memorial 2 Typing[cita requerida]                                      | 2003               | PC                                   |
| Tokimeki 2 Shotto                                                               | 2003               | Teléfonos móviles                    |
| Tokimeki Memorial Girl's Side 1st Love Typing                                   | 2004               | PC                                   |
| Tokimeki Memorial Girl's Side Taisen Puzzle Dama                                | 2004               | Teléfonos móviles                    |
| Tokimeki Memorial Typing[cita requerida]                                        | 2003               | PC, Macintosh                        |
| Tokimeki Memorial Desktop Accessories[cita requerida]                           | 200?               | ?                                    |
| Tokimeki Factory Vol.1: Tokimeki Memorial Girl's Side                           | 2005               | PC                                   |
| Tokimeki Factory Vol.2: Tokimeki Memorial Girl's Side                           | 2005               | PC                                   |
| Tokimeki Factory : Tokimeki Memorial 2                                          | 2006               | PC                                   |
| Tokimeki Memorial Girl's Side 2nd Kiss Typing                                   | 2007               | Teléfonos móviles                    |
| Tokimeki Memorial OnlyLove ~ Tokimeki no Partner ~                              | 2007               | Teléfonos móviles                    |
| Tokimeki Memorial Girl's Side -Love Stories-                                    | 2008               | Teléfonos móviles                    |
| Tokimeki Memorial Mail Drama                                                    | 2008               | Teléfonos móviles                    |
| iW Toki Memo                                                                    | 2009               | Teléfonos móviles                    |
| Tokimeki Memorial Girl's Side 2nd Season: Novell Communications[cita requerida] | 2009               | Teléfonos móviles                    |
| Tokimeki Memorial Girl's Side Mobile                                            | 2010               | Teléfonos móviles                    |
| Tokimeki Memorial 4: Communication Comic                                        | 2010               | Teléfonos móviles                    |
| Tokimeki Memorial 4 Chu!                                                        | 2010               | Teléfonos móviles                    |
| Tokimeki Memorial 4: Communication Comic                                        | 2010               | Teléfonos móviles                    |
| Tokimeki Memorial Girl's Side Premium: 3rd Story                                | 2012               | PlayStation Portable                 |
| Tokimeki Restaurant                                                             | 2013               | iOS, Android                         |
| Tokimeki Memorial Girl's Side Battery Widget                                    | 2014               | iOS, Android                         |
| Tokimeki Idol                                                                   | 2018               | iOS, Android                         |
| Tokimeki Memorial Girl's Side: 4th Heart                                        | 2020               | Nintendo Switch                      |
| Tokimeki Memorial: Forever with You Emotional                                   | 2025               | Nintendo Switch                      |

## Tokimeki Memorial Online
Esta es una versión en línea de Tokimeki Memorial lanzada en el 2006 en Japón para PC y requería del Konami ID y de una suscripción mensual para jugar. Los servidores del juego se cerraron al final de julio de 2007 a favor del servidor arcade e-Amusement. Un anime basado en este juego fue lanzado en el 2006.

## Otros elementos relacionados

### Anime
El OVA basada en el primer juego del mismo nombre consta de 2 episodios, publicados por VHS y Laserdisc en 1999.
Tokimeki Memorial fue adaptado a una serie televisiva de anime con 26 episodios, Tokimeki Memorial Only Love, producido por Konami y Anime International Company, basándose en Tokimeki Memorial Online, que salió a la venta en Japón el 2 de octubre de 2006.
El Ova basada en el cuarto juego del mismo nombre fue publicado en el 2009 como celebrando el 15.º aniversario de la serie.

### Literatura
- Un manga basado en el primer juego fue publicado en marzo de 1998 como parte de Konami Parody Comics.
- Tokimeki Memorial ONLINE: Comic Anthology for Girls basada en el juego del mismo nombre, fue publicado por B's-LOG Comic en julio de 2006.
- Tokimeki Memorial ONLINE: Tokimeki Gakuen Dai Panikku, fueron los tres mangas digitales basada en el juego. Fue publicado en febrero de 2008 como parte de Konami Weekly Magazine.
- Tokimeki Memogial Girl's Side: The Sleeping Beauty, fue basada en el juego de Tokimeki Memorial Girl's Side, fue publicado en Marzo de 2008 como parte de Konami Weekly Magazine.

### Actuaciones
Unos escenarios y espectáculos, shows y músicas en vivo como Tokimeki Memorial Super Live, fueron publicados entre 2003 y 2006. También el concierto Tokimeki Memorial 30th Anniversary Live Emotional fue presentado en el Tokyo MX el 18 y 19 de mayo de 2024.
- Tokimeki Memorial Super Live - 20 de marzo de 2003
- Tokimeki Memorial Super Live 2 - 25 de septiembre de 2004
- Tokimeki Club Special CD: Tokimeki Memorial Super Live 'forever' Countdown 2006 ~Here Comes Tokimeki Memorial ONLINE!~ - 2005
- Tokimeki Memorial Super Live Forever - 24 de marzo de 2006
- Tokimeki Memorial 30th Anniversary Live Emotional - 18 y 19 de mayo de 2024

## Personajes

### Tokimeki Memorial
- Shiori Fujisaki (藤崎 詩織)
- Ayako Katagiri (片桐 彩子)
- Saki Nijino (虹野 沙希)
- Yūko Asahina (朝日奈 夕子)
- Yukari Koshiki (古式 ゆかり)
- Mio Kisaragi (如月 未緒 )
- Yuina Himoo (紐緒 結奈)
- Mira Kagami (鏡 魅羅)
- Nozomi Kiyokawa (清川 望)
- Megumi Mikihara (美樹原 愛)
- Yumi Saotome (早乙女 優美)
- Miharu Tatebayashi (館林 見晴)
- Yoshio Saotome (早乙女 好雄)
- Rei Ijyuin (伊集院 レイ)

Sólo serie de drama
- Minori Akiho (秋穂みのり)
- Suzune Misaki (美咲鈴音)

Tokimeki Memorial Pocket
- Kyoko Izumi (和泉恭子)
- Patricia McGrath (パトリシア・マクグラス)
- Naomi Munakata (宗像尚美)

### Tokimeki Memorial 2
- Hikari Hinomoto (陽ノ下 光)
- Kotoko Minazuki (水無月 琴子)
- Kasumi Asō (麻生 華澄)
- Miyuki Kotobuki (寿 美幸)
- Miho Shirayuki (白雪 美帆)
- Kaori Yae (八重 花桜梨)
- Kaedeko Sakura (佐倉 楓子)
- Mei Ijyuin (伊集院 メイ)
- Akane Ichimonji (一文字 茜)
- Homura Akai (赤井 ほむら)
- Maho Shirayuki (白雪 真帆)
- Sumire Nozaki (野咲 すみれ)
- Maeka Kudanshita (九段下 舞佳)
- Takumi Sakaki (坂城 匠)
- Jun'ichirō Hokari (穂刈 純一郎)

### Tokimeki Memorial 3
- Yukiko Makihara (牧原 優紀子)
- Chitose Aizawa (相沢 ちとせ)
- Mari Oda (御田 万里)
- Rika Kawai (河合 理佳)
- Emi Tachibana (橘 恵美)
- Serika Shinjō (神条 芹華)
- Kazumi Watarai (渡井 かずみ)
- Hotaru Izumi (和泉 穂多琉)
- Masaki Shiratori (白鳥 正輝)
- Takuo Yabe (矢部 卓男)

### Tokimeki Memorial 4
- Maki Hoshikawa (星川 真希)
- Yu Satsuki (皐月 優)
- Tsugumi Godo (語堂 つぐみ)
- Rhythmy Kyono (響野 里澄)
- Kai Ryukoji (龍光寺 カイ)
- Itsuki Maeda (前田 一稀)
- Elisa Dolittle Naruse (エリサ・D(ドリトル)・鳴瀬)
- Aki Koriyama (郡山 知姫)
- Fumiko Yanagi (柳 冨美子)

### Tokimeki Memorial Girls Side
- Kei Hazuki (葉月 珪)
- Sakuya Morimura (守村 桜弥)
- Shiki Mihara (三原 色)
- Madoka Kijō (姫条 まどか)
- Kazuma Suzuka (鈴鹿 和馬)
- Reiichi Himuro (氷室 零一)
- Wataru Hibiya (日比谷 渉)
- Ikkaku Amanohashi (天之橋 一鶴)
- Chiharu Aoki (蒼樹 千晴)
- Shiho Arisawa (有沢 志穂)
- Mizuki Sudō (須藤 瑞希)
- Natsumi Fujii (藤井 奈津実)
- Tamami Konno (紺野 珠美)
- Gorō Hanatsubaki (花椿 吾郎)
- Tsukushi (尽)

### Tokimeki Memorial Girls Side 2nd Kiss
- Teru Saeki (佐伯 瑛)
- Katsumi Shiba (志波 勝己)
- Itaru Hikami (氷上 格)
- Kōnoshin Hariya (針谷 幸之進)
- Christopher Weatherfield (クリストファー・ウェザーフィールド)
- Shōta Amachi (天地 翔太)
- Takafumi Wakaōji (若王子 貴文)
- Motoharu Masaki (真咲 元春)
- Kazuyuki Akagi (赤城 一雪)
- Tatsuko Tōdō (藤堂 竜子)
- Chiyomi Onoda (小野田 千代美)
- Haruhi Nishimoto (西本 はるひ)
- Hisoka Mizushima (水島 密)

### Tokimeki Memorial Online
- Sayuri Amamiya (天宮 小百合)
- Haru Sakurai (桜井 晴)
- Tsukasa Kasuga (春日 つかさ)
- Mina Yayoi (弥生 水奈)
- Kōya Inukai (犬飼 洸也)

## Apariciones en otros juegos
- Ganbare Goemon 3: Shishijūrokubē no Karakuri Manji Gatame (1994) (Super Famicom, teléfonos móviles, Consola Virtual de Wii)

Shiori Fujisaki aparece en una tienda que permite a los jugadores teletransportarse entre ciudades.
- Jikkyou Oshaberi Parodius (1995) (Super Famicom, Sega Saturn, PlayStation, PlayStation Portable)

Una de las fases de este Matamarcianos concretamente la segunda es un homenaje a Tokimeki Memorial incluso los jefes finales son Hikaru y Akane de Parodius vestidas con la ropa de Tokimeki Memorial.
- Konami GB Collection (1997, Game Boy)

En las versiones japonesas de estos recopilatorios, las chicas de Tokimeki Memorial dan descripciones e instrucciones de los juegos.
- Mitsumete Knight R (1998) (PlayStation, Nintendo 64)

Entre los personajes que aparecen están Shiori Fujisaki y Saki Nijino.
- Ganbare Goemon: Derodero Douchu Obake Tenkomori (1998) (Nintendo 64)

- Metal Gear Solid 2: Sons of Liberty (2001) (PlayStation)

- Beatmania Da! Da! Da! (2001) (PlayStation 2)

- Quiz Magic Academy (2003) (Arcade)

- Pop'n Music 9 (2002, Arcade; 2004, PlayStation 2)

- The Sword of Etheria (2005) (PlayStation 2)

Aparece como una vestida con la ropa de Tokimeki Memorial 3.
- La Mulana (2005) (Windows PC)

- Konami Wai Wai Sokoban (2006) (teléfonos móviles)

Entre los personajes que aparecen está Fujisaki.
- Castlevania: The Arcade (2009) (Arcade)

Su banda sonora contiene dos piezas que versionan temas procedentes de Tokimeki Memorial.
- Konami Net DX: o tegaru daifugō (2010) (teléfonos móviles)

- Otomedius Excellent (2011) (Xbox 360)

Shiori Fujisaki aparece como jefe y pilotea la nave Heaven Gate.
- Quiz Magic Academy 8 (2011) (Arcade)

- KPE Dream Master (2012) (teléfonos móviles)

- New Love Plus 3D (2012) (Nintendo 3DS)

- Super Bomberman R (2017) (Nintendo Switch)

- Bombergirl (2017) (Arcade)

- Pixel Puzzle Collection (2018) (iOS, Android)

- Mahjong Fight Girl (2023) (Arcade)

- Jikkyou Pawafuru Puroyakyu (2024) (iOS, Android)

Shiori Fujisaki aparece como jugable en el evento Konami Dorimu Korabo.